# Annabelle Lascar
Marie Annabelle Jennifer Lreb (sinh ngày 25 tháng 4 năm 1985 tại Quatre Bornes ) là một vận động viên chạy bộ cự ly trung bình của người Mauritius. Cô đại diện cho đất nước của mình tại Thế vận hội Mùa hè 2008 và 2012 không thể lọt vào bán kết.
Thành tích tốt nhất của cô ấy trong sự kiện là 2: 05,45, được thiết lập trong lần bắt đầu Olympic thứ hai.

## Thành tích giải đấu
| Năm                    | Giải đấu                | Địa điểm                | Thứ hạng               | Nội dung               | Chú thích              |
| Representing Mauritius | Representing Mauritius  | Representing Mauritius  | Representing Mauritius | Representing Mauritius | Representing Mauritius |
| ---------------------- | ----------------------- | ----------------------- | ---------------------- | ---------------------- | ---------------------- |
| 2006                   | African Championships   | Bambous, Mauritius      | 18th (h)               | 400 m                  | 57.20                  |
| 2006                   | African Championships   | Bambous, Mauritius      | 17th (h)               | 800 m                  | 2:13.45                |
| 2008                   | Olympic Games           | Beijing, China          | 34th (h)               | 800 m                  | 2:06.11                |
| 2009                   | Jeux de la Francophonie | Beirut, Lebanon         | 9th (h)                | 800 m                  | 2:08.51                |
| 2010                   | African Championships   | Nairobi, Kenya          | 21st (h)               | 400 m                  | 56.88                  |
| 2010                   | African Championships   | Nairobi, Kenya          | 11th (h)               | 800 m                  | 2:11.82                |
| 2011                   | All-Africa Games        | Maputo, Mozambique      | 8th                    | 800 m                  | 2:10.70                |
| 2011                   | All-Africa Games        | Maputo, Mozambique      | 10th                   | 1500 m                 | 4:35.76                |
| 2012                   | African Championships   | Porto Novo, Benin       | 12th (h)               | 800 m                  | 2:07.70                |
| 2012                   | Olympic Games           | London, United Kingdom  | 19th (h)               | 800 m                  | 2:05.45                |
| 2013                   | Jeux de la Francophonie | Nice, France            | 12th (h)               | 800 m                  | 2:10.88                |
| 2014                   | Commonwealth Games      | Glasgow, United Kingdom | 26th (h)               | 800 m                  | 2:13.80                |
| 2014                   | African Championships   | Marrakech, Morocco      | 12th (h)               | 800 m                  | 2:11.56                |